# めいちゃん
めいちゃん（1996年〈平成8年〉1月13日 - ）は、日本の男性歌手である。埼玉県狭山市出身。イメージカラーはオレンジ。YouTuberグループ「肉チョモランマ」のメンバーとしても活動している。

## 経歴
2011年、15歳でニコニコ動画にて活動を開始。
2017年3月に1stアルバム「めいちゃんの頭の中はだいたいこんな感じです」をリリースし、メジャーデビューを果たす。
2019年4月に「ヴィクター」でボカロPデビュー。
2020年3月には2ndアルバム「大迷惑」をリリース。当作品には、前述にもある処女作の「ヴィクター」、さらに2作目の「世迷言」、アルバム限定である3作目「アンユージュアル」と、自らが作詞・作曲を手がける3曲も収録されている。2019年にはワンマンツアーを敢行し5日間で4000人を動員する他、2018年から2年連続でZepp Tokyoでのクリスマスソロワンマンライブを開催。
2019年4月からは「肉チョモランマ」名義でYouTuberとしての活動を開始。現在もGeroとともに2人組YouTuberとして活動中。
2020年4月にあらき、nqrseとともに「あらなるめい」名義でTwitterを始動。10月にYouTubeチャンネルを開設し、生放送を中心に3人による歌ってみた動画を投稿している。放送ではホラーゲームや協力ゲームのプレイ、雑談、料理対決のほかに、Gero、そらるなどのゲストを招いて〇〇（ゲスト名）王決定戦を開催するなど歌以外の企画が多い。また、以心伝心ゲームという、決められた1つの曲を事前にパート分け、歌詞分けせず、誰がどこを歌うか互いに予想しながら3人それぞれで録音し、録音データを合わせた時に上手くメイン、ハモリなどのパート分けや歌詞分けが出来ているか（以心伝心できているか）確かめるという歌系の企画もあり、2024年4月時点で計29回開催されている。
2024年1月17日に「HACHAMECHA STUDIO」という音楽スタジオを設立。
2024年6月17日をもって、ライブ・配信等の活動を休止すると発表した。
2025年6月16日で活動を再開したことを発表した。
同年7月4日日本テレビ「バズリズム02」にて、地上波初出演となった。

## 人物
歌い手として活動名を決めようとしていた際に、テレビで「となりのトトロ」が放送されていたため、同作の登場人物である「めいちゃん」が名前の由来となった。
好きな食べ物は海老（甲殻類全般）、寿司、ラーメン、肉。ラーメンを麺から作って食べることもある。YouTubeの企画で料理をする時は必ず主導権を握り、「めいちゃん食堂」という料理企画も存在する。
パンチングマシーンでは197,931kgをたたき出し、玉ねぎの袋を抜き手で破り、巨大チョコエッグを拳で粉砕させるなど怪力の持ち主。高校時代は陸上部だったため、足も速い。ダンスは苦手である。
歌い手のGeroに憧れており、コミケに並んだりコンサートに行く程のファンだった。現在は肉チョモランマとしてGeroと共にYouTuberとしても活動している。

## ディスコグラフィ
最高位は、オリコンウィークリーチャートに基づく。

### 配信限定シングル
| 発売日         | タイトル                           |
| -------------- | ---------------------------------- |
| 2020年6月29日  | ブライトサイン                     |
| 2020年8月29日  | ラプラス                           |
| 2020年9月4日   | 水滴                               |
| 2020年10月25日 | 季節と私の話。                     |
| 2020年10月28日 | ロヒプノール                       |
| 2020年10月28日 | ライムライト (feat. 蜂屋ななし)    |
| 2020年10月28日 | モンキービジネス                   |
| 2020年10月28日 | 迷々 (feat. カラスヤサボウ)        |
| 2020年10月28日 | プラシーボ (feat. 蜂屋ななし       |
| 2020年10月28日 | ノイローゼ (feat. 蜂屋ななし)      |
| 2020年10月28日 | てんしょう しょうてんしょう        |
| 2020年10月28日 | 絶え間なく藍色                     |
| 2020年10月28日 | ジャンキーナイトタウンオーケストラ |
| 2020年10月28日 | ヴィラン                           |
| 2021年1月13日  | メビウス                           |
| 2021年1月27日  | KING(Cover)                        |
| 2021年5月20日  | 小悪魔だってかまわない!            |
| 2022年2月8日   | ズルい幻                           |
| 2022年5月2日   | ラナ                               |
| 2022年6月27日  | 絶望さん                           |
| 2022年7月31日  | Bouquet                            |
| 2023年2月6日   | スクワッド!                        |
| 2023年5月22日  | 仮面                               |
| 2023年6月5日   | 物の怪の類                         |
| 2023年6月26日  | キスしちゃだめっ!                  |
| 2023年8月7日   | エンジョイ                         |
| 2023年8月23日  | 流声                               |

### 参加作品
| 発売日         | タイトル                                             | 収録曲 |
| -------------- | ---------------------------------------------------- | --- |
| 2018年5月27日  | MI8k『特殊諜報機関MI8』                              | デーモンダンストーキョー (feat. めいちゃん) 絶対的少年値 (feat. めいちゃん) アクシデントコーディネイター (feat. めいちゃん) 不完全な処遇 (feat. めいちゃん) |
| 2020年6月15日  | くじら『夜桜 (feat. めいちゃん)』                    | 夜桜 (feat. めいちゃん) |
| 2020年10月15日 | くじら『寝れない夜にカーテンをあけて』               | 夜桜 (feat. めいちゃん) |
| 2021年3月27日  | HoneyWorks『告白実行委員会 -FLYING SONGS- 愛してる』 | LOVE ANTHEM (feat. めいちゃん&Gero) |
| 2021年10月29日 | TOKYO - VIRAL 2021 -                                 | 小悪魔だってかまわない! |
| 2021年12月3日  | maimai でらっくす ベストアルバム ちほー 1            | STEREOSCAPE (feat. めいちゃん) / 164 |
| 2022年7月15日  | 夏のラブソング - New Summer Love Songs -             | 小悪魔だってかまわない! |
| 2022年10月21日 | TOKYO - HALLOWEEN -                                  | Obsolete |
| 2023年3月3日   | TOKYO - ANIME & GAMES -                              | スクワッド! |
| 2023年5月9日   | TOKYO - WORKOUT -                                    | スクワッド! |
| 2023年8月9日   | 浪漫飛行 トリビュートアルバム                        | 浪漫飛行 |
| 2023年9月20日  | Gero『THE ORIGIN』                                   | ナッツクラッカー / Gero×めいちゃん×てにをは |

## ライブ・イベント

### 単独ライブ
| 公演年 | 公演日   | タイトル                                                        | 会場                                                                                    |
| ------ | -------- | --------------------------------------------------------------- | --------------------------------------------------------------------------------------- |
| 2016年 | 8月22日  | めいちゃんワンマンライブ〜めいちゃんの夏休み〜                  | 吉祥寺CLUB SEATA                                                                        |
| 2017年 | 8月14日  | めいちゃんワンマンライブ2〜嵐を呼んだ男〜                       | 吉祥寺CLUB SEATA                                                                        |
| 2018年 | 6月3日   | めいちゃんワンマンライブ3「お願いだから来てください。」         | 新宿BLAZE                                                                               |
| 2018年 | 12月25日 | めいちゃんワンマンライブ4 クリスマスぼく予定あるんで            | ZeppTokyo                                                                               |
| 2019年 | 4月28日  | めいちゃんワンマンライブ5 ツアー組んでみたんですが どうですか？ | 品川プリンス ステラボール                                                               |
| 2019年 | 5月1日   | めいちゃんワンマンライブ5 ツアー組んでみたんですが どうですか？ | 仙台darwin                                                                              |
| 2019年 | 5月3日   | めいちゃんワンマンライブ5 ツアー組んでみたんですが どうですか？ | 福岡BEAT STATION                                                                        |
| 2019年 | 5月5日   | めいちゃんワンマンライブ5 ツアー組んでみたんですが どうですか？ | 心斎橋BIGCAT                                                                            |
| 2019年 | 5月6日   | めいちゃんワンマンライブ5 ツアー組んでみたんですが どうですか？ | 名古屋ReNY limited                                                                      |
| 2019年 | 12月24日 | めいちゃんワンマンライブ6 サンタさんを捕まえよう                | ZeppTokyo                                                                               |
| 2021年 | 7月26日  | めいちゃんワンマンライブツアー「再出発」                        | Zepp Tokyo 昼・夜                                                                       |
| 2021年 | 7月27日  | めいちゃんワンマンライブツアー「再出発」                        | Zepp Tokyo 昼・夜                                                                       |
| 2021年 | 7月29日  | めいちゃんワンマンライブツアー「再出発」                        | Zepp Nagoya 昼・夜                                                                      |
| 2021年 | 8月2日   | めいちゃんワンマンライブツアー「再出発」                        | Zepp Osaka Bayside 昼・夜                                                               |
| 2021年 | 8月11日  | めいちゃんワンマンライブツアー「再出発」                        | KT Zepp Yokohama 昼・夜                                                                 |
| 2021年 | 9月11日  | めいちゃんワンマン ONLINE LIVE「再出発」                        | Rakuten TV（会場：Zepp Haneda）                                                         |
| 2022年 | 1月6日   | めいちゃんワンマンライブツアー「夢街ナイトウォーク」            | 東京国際フォーラム ホールA                                                              |
| 2022年 | 1月9日   | めいちゃんワンマンライブツアー「夢街ナイトウォーク」            | 神戸国際会館 こくさいホール 昼・夜                                                      |
| 2022年 | 1月15日  | めいちゃんワンマンライブツアー「夢街ナイトウォーク」            | 日本特殊陶業市民会館 フォレストホール 昼・夜                                            |
| 2022年 | 1月29日  | めいちゃんワンマンライブツアー「夢街ナイトウォーク」            | パシフィコ横浜 国立大ホール                                                             |
| 2022年 | 2月12日  | めいちゃんワンマン ONLINE LIVE「夢街ナイトウォーク」            | Rakuten TV（会場：パシフィコ横浜 国立大ホール）                                         |
| 2022年 | 5月21日  | めいちゃん 無料配信ライブ「ファンファーレ！」                   | YouTube（会場：ノエビアスタジアム神戸）                                                 |
| 2022年 | 8月13日  | めいちゃん ワンマンライブ「幕明け」                             | 日本武道館 昼・夜                                                                       |
| 2022年 | 9月11日  | めいちゃんワンマン ONLINE LIVE「幕明け」                        | Rakuten TV・みるハコ（会場：日本武道館）                                                |
| 2022年 | 12月24日 | めいちゃんワンマンライブツアー「へなちょこフォレスト」          | Zepp Fukuoka 昼・夜                                                                     |
| 2022年 | 12月26日 | めいちゃんワンマンライブツアー「へなちょこフォレスト」          | KT Zeep Yokohama 昼・夜                                                                 |
| 2022年 | 12月27日 | めいちゃんワンマンライブツアー「へなちょこフォレスト」          | KT Zeep Yokohama（GUEST：センラ）                                                       |
| 2022年 | 12月30日 | めいちゃんワンマンライブツアー「へなちょこフォレスト」          | Zepp Sapporo                                                                            |
| 2023年 | 1月5日   | めいちゃんワンマンライブツアー「へなちょこフォレスト」          | Zepp Nagoya 昼・夜                                                                      |
| 2023年 | 1月6日   | めいちゃんワンマンライブツアー「へなちょこフォレスト」          | Zepp Nagoya（GUEST：あらき）                                                            |
| 2023年 | 1月13日  | めいちゃんワンマンライブツアー「へなちょこフォレスト」          | Zeep Haneda(TOKYO) 昼・夜                                                               |
| 2023年 | 1月14日  | めいちゃんワンマンライブツアー「へなちょこフォレスト」          | Zeep Haneda(TOKYO) 昼・夜                                                               |
| 2023年 | 1月21日  | めいちゃんワンマンライブツアー「へなちょこフォレスト」          | BLUE LIVE 広島（GUEST：ピコ）                                                           |
| 2023年 | 1月22日  | めいちゃんワンマンライブツアー「へなちょこフォレスト」          | 高松festhalle（GUEST：KOOL）                                                            |
| 2023年 | 1月28日  | めいちゃんワンマンライブツアー「へなちょこフォレスト」          | 仙台PIT                                                                                 |
| 2023年 | 1月29日  | めいちゃんワンマンライブツアー「へなちょこフォレスト」          | 新潟LOTS                                                                                |
| 2023年 | 2月3日   | めいちゃんワンマンライブツアー「へなちょこフォレスト」          | Zeep Namba（GUEST：luz）                                                                |
| 2023年 | 2月4日   | めいちゃんワンマンライブツアー「へなちょこフォレスト」          | Zeep Namba 昼・夜                                                                       |
| 2023年 | 2月25日  | めいちゃんワンマンライブツアー「へなちょこフォレスト」          | 幕張メッセ イベントホール 昼・夜                                                        |
| 2023年 | 2月26日  | めいちゃん「へなちょこフレンズフェスティバル」                  | 幕張メッセ イベントホール（GUEST：天月・あらき・Gero・KOOL・センラ・そらる・ピコ・luz） |
| 2023年 | 3月26日  | めいちゃんワンマン ONLINE LIVE「へなちょこフォレスト」          | Rakuten TV・みるハコ（会場：幕張メッセ イベントホール）                                 |
| 2023年 | 4月29日  | めいちゃん 無料配信ライブ「追い風」                             | YouTube（会場：国立競技場）                                                             |
| 2023年 | 7月1日   | めいちゃんライブツアー「どんちゃん騒ぎ」『雅』                  | ぴあアリーナMM                                                                          |
| 2023年 | 7月2日   | めいちゃんライブツアー「どんちゃん騒ぎ」『嵐』                  | ぴあアリーナMM                                                                          |
| 2023年 | 7月8日   | めいちゃんライブツアー「どんちゃん騒ぎ」『雅』                  | ワールド記念ホール                                                                      |
| 2023年 | 7月9日   | めいちゃんライブツアー「どんちゃん騒ぎ」『嵐』                  | ワールド記念ホール                                                                      |
| 2023年 | 11月23日 | めいちゃんライブツアー「僕等の色彩」                            | J:COMホール八王子                                                                       |
| 2023年 | 11月26日 | めいちゃんライブツアー「僕等の色彩」                            | 仙台サンプラザホール                                                                    |
| 2023年 | 12月2日  | めいちゃんライブツアー「僕等の色彩」                            | オリックス劇場                                                                          |
| 2023年 | 12月3日  | めいちゃんライブツアー「僕等の色彩」                            | オリックス劇場                                                                          |
| 2023年 | 12月9 日 | めいちゃんライブツアー「僕等の色彩」                            | 福岡サンパレスホテル&ホール                                                             |
| 2023年 | 12月10日 | めいちゃんライブツアー「僕等の色彩」                            | 福岡サンパレスホテル&ホール                                                             |
| 2024年 | 1月8日   | めいちゃんライブツアー「僕等の色彩」                            | 札幌文化芸術劇場 hitaru                                                                 |
| 2024年 | 1月13日  | めいちゃんライブツアー「僕等の色彩」                            | 名古屋国際会議場 センチュリーホール                                                     |
| 2024年 | 1月14日  | めいちゃんライブツアー「僕等の色彩」                            | 名古屋国際会議場 センチュリーホール                                                     |
| 2024年 | 1月21日  | めいちゃんライブツアー「僕等の色彩」                            | NHKホール                                                                               |
| 2024年 | 2月3日   | めいちゃんライブツアー「僕等の色彩」                            | ロームシアター京都                                                                      |
| 2024年 | 2月4日   | めいちゃんライブツアー「僕等の色彩」                            | 神戸国際会館こくさいホール                                                              |
| 2024年 | 6月7日   | めいちゃんアリーナライブツアー「太陽のマーチ」                  | 大阪城ホール（GUEST:あげいん・いゔどっと・伊礼亮/rairu・KOOL・3部・shack・雪見）        |
| 2024年 | 6月8日   | めいちゃんアリーナライブツアー「太陽のマーチ」                  | 大阪城ホール                                                                            |
| 2024年 | 6月15日  | めいちゃんアリーナライブツアー「太陽のマーチ」                  | さいたまスーパーアリーナ（GUEST:天月・あらき・Gero・センラ・そらる）                    |
| 2024年 | 6月16日  | めいちゃんアリーナライブツアー「太陽のマーチ」                  | さいたまスーパーアリーナ                                                                |

### 参加公演
| 開催年 | 開催日       | イベント名                                                               | 会場                                |
| ------ | ------------ | ------------------------------------------------------------------------ | ----------------------------------- |
| 2015年 | 7月7日       | NEXT MONSTER                                                             | 代々木labo                          |
| 2016年 | 1月24日      | ウタカツ！ミーティング-volume 002-『スクールディスコ』                   | Zepp DiverCity                      |
| 2016年 | 4月29日      | THE VOCALOiD 超M@STER34 in ニコニコ超会議                                |                                     |
| 2016年 | 8月19日      | 音宴〜オトノウタゲ〜2016年夏ツアー                                       | 吉祥寺CLUB SEATA                    |
| 2016年 | 8月27日      | 音宴〜オトノウタゲ〜2016年夏ツアー                                       | 梅田Zeela                           |
| 2016年 | 10月8日      | MUSICARA vol.3                                                           | 大阪amHALL                          |
| 2016年 | 10月23日     | MUSICARA vol.3                                                           | 東京キネマ倶楽部                    |
| 2016年 | 12月24日     | MIKIROCK BYPASS Vol.3〜聖☆みきたまご編〜                                 | 代官山LOOP                          |
| 2017年 | 1月14日      | -Cyclo Caravan release LIVE-                                             | LIVE SQUARE 2nd LINE                |
| 2017年 | 1月21日      | -Cyclo Caravan release LIVE-                                             | CHEALSEA HOTEL                      |
| 2017年 | 3月27日      | i-STAR FESTIVAL 2017                                                     | TSUTAYA O-nest duo MUSIC EXCHANGE   |
| 2017年 | 3月29日      | Nico Link2                                                               | 渋谷O-EAST                          |
| 2017年 | 5月4日       | JUKEVOX:05                                                               | 新宿BLAZE                           |
| 2017年 | 7月31日      | i-STAR FESTIVAL in OSAKA                                                 | 心斎橋DROP                          |
| 2017年 | 8月26日      | 爆裂納涼祭！！                                                           | 下北沢 GARDEN                       |
| 2017年 | 9月30日      | 秋の夜長の歌祭り2017                                                     | 吉祥寺クラブシータ                  |
| 2017年 | 10月8日      | LIVE-@-～HoneyWorks × mono palette.～                                    | Zepp DiverCity Tokyo                |
| 2017年 | 10月14日     | TOYVOX                                                                   | 初台DOORS                           |
| 2017年 | 11月3日      | ニコニコ超パーティー 2017                                                | さいたまスーパーアリーナ            |
| 2017年 | 5月4日       | JUKEVOX:06                                                               | 心斎橋 アメリカ村DROP               |
| 2017年 | 7月31日      | JUKEVOX:06                                                               | 吉祥寺CLUB SEATA                    |
| 2018年 | 1月4日       | CrossOver                                                                | 新宿BLAZE                           |
| 2018年 | 2月3日       | MUSICARA vol.4                                                           | 東京キネマ倶楽部                    |
| 2018年 | 2月17日      | めいちゃん×いれりょ 〜ハッピーバレンタイン〜                             | 青山・月見ル君想フ                  |
| 2018年 | 2月24日      | XYZ TOUR 2018 -DJ Style-                                                 | NIIGATA LOTS                        |
| 2018年 | 2月25日      | XYZ TOUR 2018 -DJ Style-                                                 | 高崎clubFLEEZ                       |
| 2018年 | 3月24日      | XYZ TOUR 2018 -DJ Style-                                                 | DIAMOND HALL                        |
| 2018年 | 3月25日      | XYZ TOUR 2018 -DJ Style-                                                 | なんばHatch                         |
| 2018年 | 3月28日      | XYZ TOUR 2018 -DJ Style-                                                 | 金沢EIGHT HALL                      |
| 2018年 | 3月30日      | XYZ TOUR 2018 -DJ Style-                                                 | EX THEATER ROPPONGI                 |
| 2018年 | 5月6日       | JUKEVOX:07                                                               | 新宿ReNY                            |
| 2018年 | 5月12日      | CHANG-GERO SONIC2018                                                     | お台場野外特設会場                  |
| 2018年 | 8月18日-19日 | XYZ TOUR 2018 -SUMMER-                                                   | Zepp Nagoya                         |
| 2018年 | 8月22日      | XYZ TOUR 2018 -SUMMER-                                                   | Zepp Tokyo                          |
| 2018年 | 8月25日      | XYZ TOUR 2018 -SUMMER-                                                   | Zepp Sapporo                        |
| 2018年 | 8月27日      | XYZ TOUR 2018 -SUMMER-                                                   | Zepp Tokyo                          |
| 2018年 | 8月31日      | XYZ TOUR 2018 -SUMMER-                                                   | Zepp Osaka Bayside                  |
| 2018年 | 9月15日      | TOKYO GIRLS COLLECTION Super Live MATSURI                                | 新歌舞伎座                          |
| 2018年 | 9月22日      | Gero Live 2018 “Treasure Tour”                                           | 高崎club FLEEZ                      |
| 2018年 | 11月3日      | ひきこもりたちでもフェスがしたい！〜世界征服前夜@幕張メッセ〜            | 幕張メッセ国際展示場9・10・11ホール |
| 2018年 | 11月24日     | XYZ ANOTHER -SHOWCASE-                                                   | 名古屋ReNY limited                  |
| 2018年 | 11月25日     | XYZ ANOTHER -SHOWCASE-                                                   | 心斎橋BIGCAT                        |
| 2019年 | 1月2日       | MUSICARA vol.5                                                           | 渋谷 TSUTAYA O-EAST                 |
| 2019年 | 2月14日      | XYZ TOUR 2019 -Valentine's Night Ladies Only-                            | 新木場STUDIO COAST                  |
| 2019年 | 2月17日      | XYZ TOUR 2019 -DJ Style-                                                 | 札幌PENNY LANE24                    |
| 2019年 | 2月24日      | XYZ TOUR 2019 -DJ Style-                                                 | SENDAI GIGS                         |
| 2019年 | 3月2日       | XYZ TOUR 2019 -DJ Style-                                                 | CRAZYMAMA                           |
| 2019年 | 3月3日       | XYZ TOUR 2019 -DJ Style-                                                 | WStudioRED                          |
| 2019年 | 3月17日      | XYZ TOUR 2019 -DJ Style-                                                 | 桜坂セントラル                      |
| 2019年 | 3月21日      | XYZ TOUR 2019 -DJ Style-                                                 | なんばHatch                         |
| 2019年 | 3月24日      | XYZ TOUR 2019 -DJ Style-                                                 | 新宿ReNY                            |
| 2019年 | 3月26日      | XYZ TOUR 2019 -DJ Style-                                                 | DIAMOND HALL                        |
| 2019年 | 3月28日      | XYZ TOUR 2019 -DJ Style-                                                 | Zepp Tokyo                          |
| 2019年 | 3月30日      | i-STAR FESTIVAL 2019 in TOKYO                                            | 豊洲PiT                             |
| 2019年 | 4月1日       | XYZ TOUR 2019 -DJ Style-                                                 | Zepp Fukuoka                        |
| 2019年 | 4月5日       | XYZ TOUR 2019 -DJ Style-                                                 | Zepp Tokyo                          |
| 2019年 | 5月11日      | ちゃんげろソニック 2019                                                  | お台場野外特設会場                  |
| 2019年 | 6月23日      | ひきこもりたちでもフェスがしたい！～世界征服Ⅰ＠メットライフドーム～      | メットライフドーム                  |
| 2019年 | 8月22日-23日 | XYZ TOUR 2019 -SUMMER-                                                   | Zepp Nagoya                         |
| 2019年 | 8月27日-28日 | XYZ TOUR 2019 -SUMMER-                                                   | Zepp Tokyo                          |
| 2019年 | 9月1日       | XYZ TOUR 2019 -SUMMER-                                                   | Zepp Fukuoka                        |
| 2019年 | 9月8日       | XYZ TOUR 2019 -SUMMER-                                                   | Zepp Sapporo                        |
| 2019年 | 9月16日      | XYZ TOUR 2019 -SUMMER-                                                   | SENDAI GIGS                         |
| 2019年 | 9月20日-21日 | XYZ TOUR 2019 -SUMMER-                                                   | Zepp Osaka Bayside                  |
| 2019年 | 9月28日      | XYZ TOUR 2019 -YOKOHAMA ARENA-                                           | 横浜アリーナ                        |
| 2020年 | 1月4日       | あらなるめいのおとしだま 2020LIVE                                        | Zepp Osaka Bayside                  |
| 2020年 | 1月5日       | あらなるめいのおとしだま 2020LIVE                                        | Zepp Nagoya                         |
| 2020年 | 1月12日-13日 | あらなるめいのおとしだま 2020LIVE                                        | Zepp Tokyo                          |
| 2020年 | 12月6日      | ちゃんげろソニック 2020 -ONLINE-                                         |                                     |
| 2021年 | 8月1日       | ひきこもりたちでもフェスがしたい！～世界征服Ⅱ＠東京ドーム～ONLINE        | 東京ドーム                          |
| 2023年 | 3月9日       | 天月-あまつき- ムーンライトパレード ～sweet sugar〜                      | 国立代々木競技場第一体育館          |
| 2023年 | 3月11日      | ピコ生誕フェス2023〜生まれてきてよかった！〜                             | 東京キネマ倶楽部                    |
| 2023年 | 8月19日      | 『Parallel 6』 LIQUIDROOM公演 （KOOL、くらべ 代打）                      | LIQUIDROOM                          |
| 2023年 | 10月21日     | あらなるめいのインターネットカラオケ大会                                 | 幕張メッセ展示ホール9～11           |
| 2023年 | 10月22日     | あらなるめいのウルトラカオスパーティー                                   | 幕張メッセ展示ホール9～11           |
| 2023年 | 11月3日-4日  | 【神回】肉チョモランマが初ワンマンやったら、ぴあアリーナ2daysでわろたwww | ぴあアリーナMM                      |